# تجويع اللمس
تجويع اللمس المعروف أيضًا باسم الحرمان من اللمس أو جوع الجلد، هو الحاجة الفسيولوجية لدى البشر والأنواع الأخرى للاتصال الجسدي مع أنواعهم أو الكائنات الحية الأخرى. يمكن أن يكون لغيابه لفترات طويلة تأثيرات شديدة وربما مؤلمة على الصحة العاطفية والجسدية و/أو العقلية للفرد. يمكن أن يؤدي إلى الشعور بالوحدة وأعراض الاكتئاب الموجودة ويتفاقم بسببها. على الرغم من الاعتقاد بأن طرق العلاج والاستبدال غير البشرية توفر بعض الفوائد الجسدية البديلة أو التكميلية، إلا أن معظم الخبراء يعتقدون أن الافتقار إلى الاتصال البشري الجسدي ضار بشدة بثقة الفرد وتنظيمه العاطفي وصورته الذاتية، والأهم من ذلك خلال نافذة نمو الطفولة المبكرة.

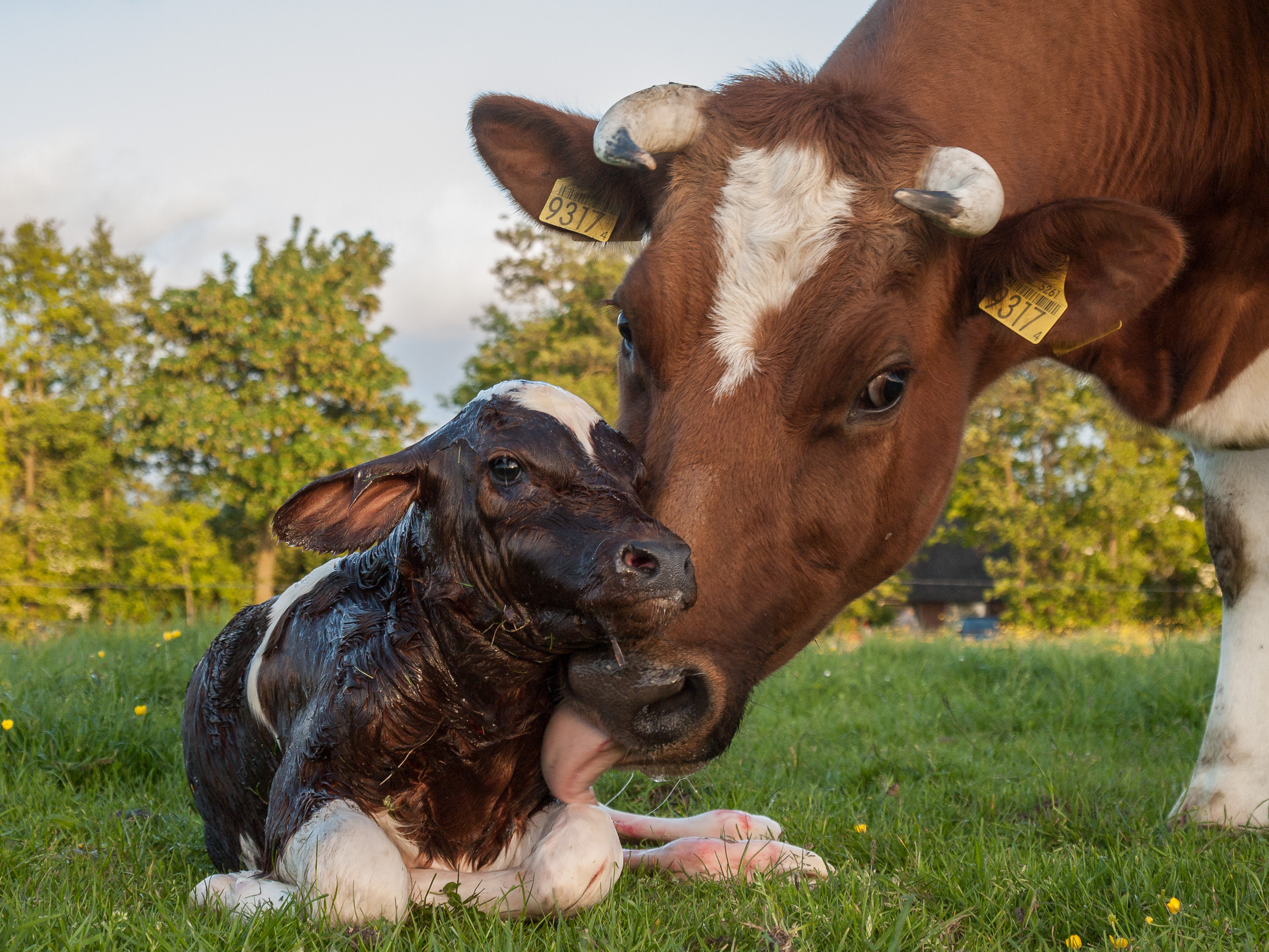
بقرة هولشتاين فريزيان حمراء وبيضاء تلعق عجلها

## التفسير البيولوجي
غالبًا ما يُشار إلى اللمس باسم "أم جميع الحواس"، نظرًا لكونه أول حاسة تتطور (الحاسة الوحيدة التي تتطور في الرحم)، ويمكن القول إنها واحدة من أهمها، إن لم تكن الأكثر أهمية، في التطور البشري. عند الولادة، يتلقى البشر جميع المدخلات الحسية من جلدهم، ويحتاجون باستمرار إلى ردود فعل جديدة من أجل دعم التطور الكيميائي الحيوي السليم للدماغ. كان آشلي مونتاغو أول من جادل ضد الرأي السائد بأن الحيوانات تلعق صغارها فور ولادتهم من أجل تنظيفهم؛ بل افترض أن الاتصال الجسدي الوثيق والمستمر يعمل على تحفيز الجهاز التنفسي والجهاز الهضمي للرضع. وبدون هذا التحفيز، سيموتون بخلاف ذلك. يتلقى البشر هذا التحفيز في الرحم وقناة الولادة، وبالتالي لا يحتاجون إلى مثل هذا الاهتمام المخلص عند الولادة.
في العقود الأخيرة، تم إرجاع التجربة الممتعة للمس العاطفي الإيجابي إلى الألياف العصبية المعروفة باسم العصب الوارد اللمسي؛ وهو موجود في الجلد المشعر ويلاحظ رد فعل تفضيلي للمحفزات من أشخاص آخرين.
يُعدّ التلامس المتبادل والتفاعل الاجتماعي أساسيين للوظيفة البيولوجية لمعظم الكائنات الحية المعقدة، تمامًا كما هو الحال مع الطعام أو الماء. وقد أوضحت هيلين كولتون هذه النقطة لأول مرة عام 1983، مشيرةً إلى أن البشر يولدون "بجوع جلدي شديد". واستشهدت في بحثها بدراسة سيدني جورارد عام 1966 التي "أشارت إلى أن الأمريكيين نشأوا على الاعتقاد بأن التلامس يجب أن يكون إما عدوانيًا أو جنسيًا"، وبالتالي كانوا مترددين في الانخراط علانية في اتصال جسدي إيجابي مع أي شخص آخر غير الشركاء الجنسيين.
الرغبة الاجتماعية
يعمل التفاعل الاجتماعي كـ " مكافأة أساسية " في الحيوانات الاجتماعية، ويمكن أن يؤدي تقييده إلى سلوك متغير أو مكتئب. وجدت دراسة أجريت عام 2020 ونشرت في مجلة علم الأعصاب الطبيعي تمييزًا بين استجابات المناطق المخططة والقشرية للرغبة الاجتماعية مقابل الرغبة الغذائية / الشهوانية (بمعنى أن الاثنين لا ينشأان من نفس المصدر). ووجدت أيضًا أن الحرمان يضيق نافذة الدافع، مما دفع الباحثين إلى استنتاج أن العزلة الاجتماعية تؤدي إلى الرغبة الاجتماعية (وبالتالي، في النهاية، "الجوع الاجتماعي") بنفس الطريقة التي يؤدي بها الامتناع عن الطعام / التغذية إلى " الجوع " المنتظم وبالتالي، في النهاية، " الجوع ".
على نفس خط التفكير، يمكن أن يؤدي الامتناع المطول أو التقييد من الاتصال الجسدي إلى عواقب مماثلة. يرسل اللمس من شخص آخر (أو بدرجة أقل، من كائنات حية أخرى) إشارات من الجلد إلى العصب المبهم الذي يحفز إطلاق الأوكسيتوسين والسيروتونين والدوبامين في الدماغ. وهذا بدوره يساعد على تقليل التوتر من خلال تثبيط وتقييد إنتاج الكورتيزول، الذي ينظم التوتر. ينخفض ضغط دم الشخص ويتباطأ معدل ضربات قلبه وجهازه العصبي؛ تتحسن أعراض الوحدة والاكتئاب. الاتصال الجسدي أمر بالغ الأهمية لتطوير الروابط والعلاقات الاجتماعية على مستوى ما في كل ثقافة تقريبًا في جميع أنحاء العالم؛ يمكن أن يكون لغيابه لفترات طويلة من الزمن، حتى عندما يقابله التفاعل الاجتماعي في مجالات أخرى، عواقب وخيمة على التنظيم العاطفي للشخص وتوازن هرمون التوتر، مع تراكم الضرر النفسي على مدى فترات طويلة من التقييد.
قد يكون الأفراد الذين لديهم حساسية أكبر للمس، مثل ذوي الاحتياجات الخاصة أو الأشخاص ذوي الاختلافات العصبية (خاصة الأطفال)، وضحايا الصدمات، والمحاربين القدامى، والناجين من الاعتداء الجنسي أو الجسدي، أو المصابين بالوسواس القهري، منفرين من الاتصال الجسدي والتفاعل الاجتماعي. قد يرغبون في تقييد التفاعل مع الأشخاص أو أجزاء الجسم بدرجات معينة. وبالتالي، يمكن أن يكون للمس غير المرغوب فيه في بعض الأحيان عكس تأثيره المفترض عمومًا، مما يؤدي إلى إثارة القلق الشديد أو التوتر أو الخوف، وفي بعض الحالات إلى درجة تؤدي إلى استجابة القتال أو الهروب. ومع ذلك، يقترح المتخصصون العلاج لهؤلاء الأفراد للسماح ببعض الاتصال الجسدي المتبادل العاطفي، وإن كان محدودًا، حيث لا يزال اللمس مفيدًا إذا تم اتخاذ خطوات مناسبة لمعالجة الاهتمامات والقيود والاحتياجات الخاصة للشخص المعني.

## المنح الدراسية والدور الثقافي/الظرفي
وقد عززت المنح الدراسية الأمريكية منذ أواخر القرن العشرين فصاعدًا الحاجة إلى زيادة اللمس الجسدي بين الأحباء وفي المجتمع ككل. كما أنها تدعم فكرة أن البشر قد فهموا تاريخيًا العلاقة بين اللمس الجسدي والشفاء. اقترحت دراسة أجريت عام 1995 ونشرت في مجلة الأبحاث النفسية الجسدية أن اللمس وتطوير علاقة صحية مع اللمس يلعب دورًا حاسمًا في تطوير صورة الذات السليمة، وخاصة صورة الجسم. كان تركيزها على الشعور المتصور بالحرمان من اللمس كما شعرت به النساء المصابات بالشره العصبي مقابل مجموعة التحكم، والتي وجدت أن الأوليات كن أكثر عرضة للحصول على صورة ذاتية أسوأ واعتبار أنفسهن قد عانين من الحرمان اللمسي في مرحلة الطفولة ويعانين من هذا الحرمان في وقت الدراسة.
اللمس الجسدي والعمر
تنمية الطفولة المبكرة
تشير الغالبية العظمى من الدراسات إلى أن اللمسة الجسدية/القرب، والاحتواء، والرعاية تلعب دورًا حاسمًا في تطوير أنماط التعلق الآمنة، ومهارات التواصل المبكرة، والسلوك الاجتماعي عند الرضع. بشكل عام، يسعى الرضع بشكل طبيعي إلى التواصل الجسدي مع مقدم الرعاية لهم. يمكن أن يكون لحجب هذا الاهتمام تأثير سلبي واضح على نمو الأطفال، ويمكن أن يؤدي إلى تطوير أنماط التعلق غير الآمنة والميول المتقلبة، بالإضافة إلى انعدام الأمن الأوسع الذي يمنع النضج، وتطور المهارات الحركية الكاملة، والمشاركة العاطفية مع الآخرين في مرحلة البلوغ.
في الأطفال المصابين بالتوحد، وجد أن تقنيات التهدئة الذاتية مثل التنظيف بالفرشاة، والتأرجح (للذراعين والساقين)، والقفز لها تأثير إيجابي على التنظيم العاطفي وتقليل الحساسية اللمسية، دون ملاحظة اللمس الجسدي الذي يتم تلقيه في أماكن أخرى؛ قد يشير هذا إلى بديل محتمل للآباء في غياب خيارات مريحة أو عملية لطفلهم للاتصال الجسدي مع الآخرين.
الشيخوخة
على الرغم من دورها الحاسم في حسن أدائهم، فإن معظم الناس يتلقون قدرًا أقل من اللمس الجسدي مع تقدمهم في السن. ومع تقدم الشخص في العمر، تقل حساسيته اللمسية، مما يؤدي إلى استجابة حسية أقل من معظم المدخلات الجسدية. ومع ذلك، فإن الاستجابة الإيجابية الناتجة عن اللمس "اللطيف" في سن الشيخوخة تكون أكثر وضوحًا. وعلى الرغم من عدم وجود دليل على وجود فائدة اجتماعية وعاطفية، فقد ثبت أن العلاج بالتدليك يعزز الاسترخاء ويحسن الحالة المزاجية لدى كبار السن المتلقين.
تقسيم الجنس
على الرغم من أن الأبحاث زعمت في البداية أن النساء يستمتعن أكثر من الرجال باللمس الجسدي، إلا أن الدراسات اللاحقة تحدت هذه الفكرة بسبب التباين الواسع في تجربة واستقبال وبدء الاتصال بين أفراد كلا الجنسين. خلصت الأبحاث المنشورة في مجلة علم وظائف الأعضاء والسلوك من خلال دراستين منفصلتين إلى أن النساء أكثر عرضة لاستخدام اللمس الجسدي كآلية للتكيف من الرجال، على الرغم من أن الباحثين لاحظوا أن الاستنتاجات في هذا المجال حتى الآن كانت غير كاملة. ثم انتقدوا منهجية ميدانية عامة مشروطة بتمويل المعاهد الوطنية للصحة والتي أعطت الأولوية لأحجام العينات الصغيرة وسمحت بالتباين العشوائي في القياسات الإحصائية بالإضافة إلى التناقض في أساليب التحليل.

## التاريخ والحجج المضادة
الحبس الانفرادي
كثيراً ما يُبلغ السجناء عن حاجتهم الماسة إلى اللمس والتواصل الإنساني خلال فترة حبسهم الانفرادي، وهو ما قد يُسهم في الآثار السلبية المُلاحظة على نطاق واسع للعزلة الجسدية والاجتماعية عليهم. وقد أبلغ السجناء عن أعراض جسدية تُشير إلى ارتفاع ضغط الدم، مثل "الصداع المزمن، والرعشة، وتعرق اليدين، والدوار الشديد، وخفقان القلب"، بالإضافة إلى صعوبة في الأكل، واضطراب في الهضم، وفرط الحساسية للمنبهات الطبيعية غير المتوقعة. وقد تُؤدي العزلة، خاصةً لفترات طويلة أو إذا طُبقت/نفِّذت بشكل متكرر، إلى إصابة الفرد بالذهان أو أفكار/أفعال إيذاء النفس أو الانتحار. وتشمل الآثار النفسية الأخرى الانفعال، والعداء، وفقدان السيطرة على الانفعالات، والتقلبات العاطفية والقلق، وتقلبات المزاج، واليأس، والاكتئاب.
جائحة كوفيد-19
حدّت جائحة كوفيد-19 بشكل كبير من قدرة معظم سكان العالم على التواصل الجسدي المنتظم مع الآخرين. وتشير معظم المصادر إلى أن هذا كان له تأثير واضح على الصحة النفسية والعاطفية لمعظم الناس خلال فترة الإغلاق، إلا أن آثارها طويلة المدى لا تزال مجهولة.
الحياة بدون حاسة اللمس – كيم ستينجر
في الوقت الحاضر، كيم ستينجر هي الشخص الوحيد الحي في العالم الذي لا يملك حاسة اللمس، وتعيش بحالة تُعرف باسم الاعتلال العصبي الحسي الكامل. وعلى الرغم من إصابتها بالشلل من الخصر إلى الأسفل، إلا أنها تحتفظ بجميع حواسها الأخرى وتعمل حاليًا كباحثة في القانون الجنائي لدى المدعي العام لمقاطعة كاياهوجا في كليفلاند، أوهايو. ولا تظهر عليها أي علامات لصدمة نفسية أو عاطفية خطيرة نتيجة لحالتها، والتي يعتقد الباحثون من جامعة شيكاغو أنها تُعزى إلى النطاق الكامل للحواس الأخرى التي كانت لديها القدرة على ملاحظة وفهم حب والديها وعاطفتهما في طفولتها المبكرة. ويدعي الباحثون أن هذا يمثل دليلاً على أن حاسة اللمس ليست عاملاً طارئًا للتطور الاجتماعي والعاطفي الطبيعي.

## روابط خارجية/قراءات إضافية
- Floyd، Kory (31 أغسطس 2013). "What Lack of Affection Can Do to You". سايكولوجي توداي  [لغات أخرى]‏.{{استشهاد ويب}}:  صيانة الاستشهاد: علامات ترقيم زائدة (link)
- Morales-Brown، Louise (20 يناير 2021). "What does it mean to be 'touch starved'?". الأخبار الطبية اليوم (موقع). مؤرشف من الأصل في 2025-05-26.
- McNichols، Nicole (3 أغسطس 2021). "The Vital Importance of Human Touch". سايكولوجي توداي  [لغات أخرى]‏.{{استشهاد ويب}}:  صيانة الاستشهاد: علامات ترقيم زائدة (link)
- Barkley، Sarah (2 أغسطس 2022). "What Does It Mean to Be Touch Starved?". Psych Central. مؤرشف من الأصل في 2025-05-26.
- "New study highlights the benefit of touch on mental and physical health". ساينس ديلي. 8 أبريل 2024. مؤرشف من الأصل في 2025-05-15.